# ヘラルド・アルテアガ
ヘラルド・ダニエル・アルテアガ・サモラ（Gerardo Daniel Arteaga Zamora, 1998年9月7日 - ）は、メキシコ・ハリスコ州サポパン出身のサッカー選手。リーガMX・CFモンテレイ所属。メキシコ代表。ポジションはDF。

## 経歴

### クラブ
2013年にサントス・ラグナのユースアカデミーに入所。2016年にトップチームに昇格。10月2日の国内リーグのケレタロ戦でプロデビュー。以降チームの中心選手に成長し、次世代のメキシコ代表を担う若手有望株として注目を集める。
2020年8月5日、ヘンクと5年契約を締結。9月20日のメヘレン戦では、監督交代でチームが揺れ動く中、後半15分に伊東純也の勝ち越しゴールを演出するアシストを決め、2020-21シーズン開幕戦以来となる3-1の勝利に貢献した。
2023年冬には母国メキシコのクラブ・アメリカなどから入札されクラブはこれを一度拒否したが、2024年1月29日にCFモンテレイに移籍した。

### 代表
2018年9月にメキシコ代表に初招集され、12月のアメリカ戦で代表戦初出場。2019年にはU-23代表で第47回トゥーロン国際大会に出場。準決勝で日本にPK戦で敗れるも3位入賞を果たした。

## 代表歴

### 出場大会
- メキシコ代表
  - 2022 FIFAワールドカップ

### 試合数
- 国際Aマッチ 21試合 1得点（2018年-）[7]

| メキシコ代表 | 国際Aマッチ | 国際Aマッチ |
| 年           | 出場        | 得点        |
| ------------ | ----------- | ----------- |
| 2018         | 4           | 0           |
| 2019         | 1           | 0           |
| 2020         | 0           | 0           |
| 2021         | 5           | 0           |
| 2022         | 7           | 1           |
| 2023         | 4           | 0           |
| 2024         |             |             |
| 通算         | 21          | 1           |

## タイトル

### クラブ
サントス・ラグナ
- リーガMX: クラウスーラ2018

ヘンク
- ベルギーカップ: 2020-21

### 代表
メキシコ
- CONCACAFゴールドカップ: 2023